# George Salmon
George Salmon, irski anglikanski duhovnik in matematik, * 25. september 1819, † 22. januar 1904.